# Луба-катанга
Луба-катанга (кілуба, луба-шаба, центральна луба) — одна з двох основних мов групи мов лубу (мови банту). Поширена в провінції Катанга Демократичної Республіки Конго.
За класифікацією М. Гасрі входить в зону L і має індекс L33.